# 陳陽盈
陈阳盈（？—1352年），字子谦，元朝福宁州人，陈天锡次子。
陈阳盈以父荫担任侯官县尉，调泉州税课副使，丁忧归乡。至正十二年（1352年），紅巾軍徐壽輝部下王善攻福宁州，陈阳盈跟随福宁州知州王伯顏率民兵拒敌，被擒。王善胁迫他归降，陈阳盈大骂，被杀。
诗作《北山尼寺》：
|  | 客中无事强登山，为爱清空压市寰。 坏榻火寒茶灶静，古祠香冷石炉闲。 风生春水起龙甲，雨落晴阶点豹斑。 松牖不扃人不到，时看巢燕自飞还。 |